# 圣博泽利
圣博泽利（法語：Saint-Bauzély，法語發音：[sɛ̃ bozeli]）是法国加尔省的一个市镇，位于该省中部，属于尼姆区。

## 地理
圣博泽利（43°55'11"N, 4°11'49"E）面积5 平方千米，位于法国奧克西塔尼大區加尔省，该省份为法国南部沿海省份，南端濒地中海，北起顺时针与阿尔代什省、沃克吕兹省、罗讷河口省、埃罗省、阿韦龙省和洛泽尔省接壤。
与圣博泽利接壤的市镇（或旧市镇、城区）包括：丰斯、加让、蒙蒂尼亚尔格、拉鲁维耶尔、蒙塔尼亚克。

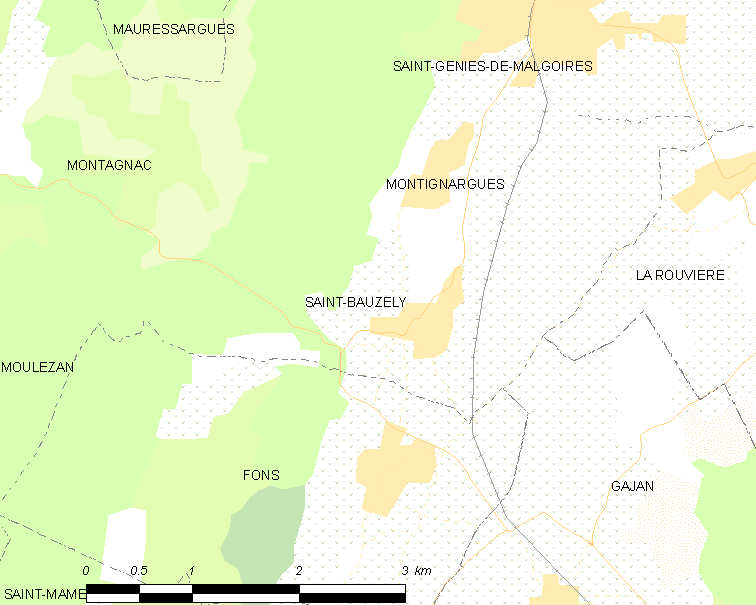
圣博泽利的OSM定位图

圣博泽利的时区为UTC+01:00、UTC+02:00（夏令时）。

## 行政
圣博泽利的邮政编码为30730，INSEE市镇编码为30233。

## 政治
圣博泽利所属的省级选区为卡尔维松县。

## 人口

1962-2008年间圣博泽利人口变化图示

圣博泽利于2022年1月1日时的人口数量为681人。